# Obwód Oszmiana Armii Krajowej
Obwód Oszmiana – jednostka terytorialna Związku Walki Zbrojnej, potem Armii Krajowej o kryptonimie „Oset”. 
Wchodził w skład  Inspektoratu F okręgu wileńskiego AK. Swoim zasięgiem obejmował powiat oszmiański.

## Skład i obsada personalna obwodu
Komenda:
- komendant - ppor. mgr Tadeusz Czernik „Cis”, „Profesor”
- zastępca komendanta – por. Konrad Bukowski „Gustaw”
- adiutant – ppor. Wiktor Snastin "Kurek"
- oficer łącznikowy – plut. Edward Bujnicki „Drucik”
- oficer informacyjny – pchor. Stanisław Kiejdo „Jurek”
- oficer organizacyjny – Michał Orlicki
- oficer szkoleniowy – por. Puzyna
- lekarz – dr Michał Holak „Bonifacy”
- lekarz – dr Adam Wysocki „Piotr”
- pielęgniarka – Janina Jackiewiczówna  „Janka”
- pielęgniarka – Emilia  Komorowska „Mila”

Jednostki terytorialne
- Ośrodek Oszmiana AK
  - Placówka Polany
  - Placówka Graużyszki
  - Placówka Krewo
  - Placówka Kucewicze
  - Placówka Holszany
- Ośrodek Soły AK
  - Placówka Soły
  - Placówka Medryki
  - Placówka Żeligowo
  - Placówka Kuszlany
  - Placówka Żuprany
  - Placówka Smorgonie